# General Belgrano (departamento do Chaco)
General Belgrano é um departamento da Argentina, localizado na província do Chaco.